# Homer Byington (Tennisspieler)
Homer Morrison Byington (* 19. September 1879 in Washington, D.C.; † 7. Juli 1966 in Stamford, Connecticut) war ein US-amerikanischer Tennisspieler.

## Biografie
Byington wurde in Washington, D.C. geboren, lebte in seiner Jugend aber vor allem in Europa. Er war der Sohn von Missionaren und lebte von 1897 bis 1909 in Italien. Dort wurde er von Privatlehrern geschult – ein College besuchte er nie. Von 1909 bis 1919 lebte er in England, dann bis 1933 wieder in Italien. 1935 lebte er zeitweise in Antwerpen und bis 1944 in Montreal, ehe er sich in Connecticut niederließ.
Byington nahm 1906 am Tenniswettbewerb der Olympischen Zwischenspiele in Athen statt. Im Einzel verlor er zum Auftakt gegen den Griechen Ioannis Ballis mit 1:6 und 2:6. Im Doppel trat er an der Seite von Robert Schauffler ebenfalls an. Er verlor abermals in der ersten Runde gegen die böhmische Paarung aus Ladislav Žemla und Zdeněk Žemla.